# Amir Zaidan
Amir Muhammad Adib Zaidan, arabisch أمير محمد أديب زيدان, DMG Amīr Muḥammad Adīb Zaydān (* 22. Juli 1964 in Ruhaibeh, Syrien) ist ein syrischer Koranübersetzer und Verfasser deutschsprachiger Bücher zum Islam.
In der Öffentlichkeit wurde er bekannt als Vorsitzender der Islamischen Religionsgemeinschaft Hessen (IRH), als Unterzeichner der sogenannten „Kamel-Fatwa“ und als Direktor des Religionspädagogischen Instituts (IRPI) der Islamischen Glaubensgemeinschaft in Österreich (IGGiÖ).

## Ausbildung und Tätigkeit
Amir Zaidan legte 1982 sein Abitur in Syrien ab und studierte zunächst ein Semester Medizin. 1983 kam er nach Deutschland und lernte die deutsche Sprache in Heidelberg, um Mathematik zu studieren. Danach hat er sein Studium der Mathematik in Karlsruhe angefangen und wechselte ohne Abschluss nach einigen Jahren zum Studium der Kunststofftechnik in Darmstadt.
Von 1993 bis 1996 absolvierte er ein vierjähriges Fernstudium der Scharia und Usulud-din (auf Arabisch) am „Institut Européen des Sciences Humaines“ (IESH) bei Château-Chinon in Frankreich. Zaidan belegte in Deutschland sechs Seminare (auf Arabisch) im „Internationalen Zentrum für islamische Wissenschaften e. V.“ unter Leitung von Hassan Hitou und von 1999 bis 2001 an der Universität Jamia-Nizamia ein arabischsprachiges Fernstudium im Fachbereich „Tafsir und ‘Ulumul-quran“. Im Januar 2016 promovierte er im Fachbereich Fiqh an der Fakultät für Islamische Studien in Novi Pazar/Serbien.
Zaidan war bis mindestens 1993 Funktionär der Muslim Studenten Vereinigung (M.S.V.) und veröffentlichte dort 1996 sein Buch Fiqh-ul-`ibadat – Einführung in die islamischen gottesdienstlichen Handlungen und 1997 Al-ʿaqīda – Einführung in die Iman-Inhalte.
Zaidan war auch für das „Islamische Konzil“ tätig.
1994 gründete er mit den Vertretern der evangelischen Kirche, der katholischen Kirche und der islamischen Gemeinden die Islamisch-Christliche Arbeitsgemeinschaft in Hessen (ICA-Hessen), deren muslimischer Vorsitzender er bis 2003 war.
In dieser Funktion nahm er an zahlreichen Dialog-Veranstaltungen teil und fungierte auch als Mediator bei interkulturellen Konflikten.
1994 gründete Zaidan auch den Islamischen Arbeitskreis Hessen (IAK-Hessen) mit, dessen Vorsitzender er drei Jahre lang war und der das religiöse Konsenspapier Darstellung der Grundlagen des Islam erstellte, das von allen islamischen Gemeinden in Hessen genehmigt und unterzeichnet wurde.
1997 löste sich der IAK-Hessen auf und die Islamische Religionsgemeinschaft Hessen (IRH) wurde gegründet, deren Vorsitzender Zaidan bis Juni 2000 war.
Von 1997 bis 2003 war Zaidan Lehrbeauftragter im Fachbereich Vergleichende Religionswissenschaft an der Johann-Wolfgang-Goethe-Universität in Frankfurt am Main.
1998 gründete er die erste deutschsprachige Zeitung von Muslimen in Hessen mit, das Freitagsblatt, bei dem er bis 2000 als verantwortlicher Redakteur für Islam und Interreligiöses tätig war.
2001 gründete er im Rahmen des IRH das „Islamologische Institut e. V.“ mit, dem er seither als wissenschaftlicher Direktor vorsteht.
2001 gründete Zaidan mit Vertretern der jüdischen Gemeinde, der christlichen Kirchen und islamischer Gemeinden das Abrahamische Forum, wo er bis 2003 im abrahamischen Team als muslimischer Vertreter, zusammen mit einer Jüdin und einem christlichen Theologen, aktiv war.
Zaidan saß 2002 zusammen mit dem muslimischen Rechtsanwalt Norbert Müller und dem ehemaligen M.S.V.-Vorsitzenden Ibrahim El-Zayat im Vorstand der „Gesellschaft Muslimischer Sozial- und GeisteswissenschaftlerInnen e. V.“ (GMSG).
2003 siedelte Zaidan um nach Wien, wo er als Direktor des Islamischen Religionspädagogischen Instituts (IRPI), einer Bildungsinstitution der Islamischen Glaubensgemeinschaft in Österreich (IGGiÖ), zuständig ist für die Fort- und Weiterbildung der islamischen Religionslehrer in Österreich.
2003 organisierte er die Erste europäische Imamekonferenz mit, die die „Grazer Erklärung“ verabschiedete.
2005 war Zaidan auch an der Organisation der Ersten österreichischen Imamekonferenz und der Wiener Konferenz gegen weibliche Genitalbeschneidung und 2006 an der 2. Konferenz Europäischer Imame und Seelsorgerinnen in Wien beteiligt.
Seit 2006 ist Zaidan Chefredakteur und Herausgeber der ersten deutschsprachigen Zeitung von Muslimen in Österreich: Die Muslimische – Muslimische Allgemeine Zeitung.

## Übersetzungen
Zaidans Koranübersetzung At-tafsir übernimmt zahlreiche Fachbegriffe als nicht übersetzte Fremdwörter. So werden Worte wie Dschihad, Iman, Kufr, Nifaq, Wali und Zakat im Text nicht übersetzt, sondern in einem Anhang inhaltlich erläutert.

## Islamologie
Anders als die Orientalistik, Arabistik und die Islamwissenschaften bezeichnet der Begriff Islamologie in Deutschland kein universitäres Fachgebiet und keine anerkannte Wissenschaft. Zaidan versteht unter Islamologie – im Unterschied zu anderen Verwendungen – die „Lehre der klassischen Islam-Wissenschaften“, die an den etablierten islamischen Universitäten wie etwa Al-Azhar in Kairo gelehrt werde. Ziel der Islamologie sei das umfassende Verstehen des Islam und dessen Quellen. Zaidan sieht Islamologie als Sammelbegriff für die Wissenschaften des Islam. Sie basieren auf den beiden primären Quellen des Islam –  dem Koran und der Sunna (vorbildhafte Überlieferungen von Muhammad) – und umfassen Fächer wie Fiqh, Al-qawa'id ul-fiqhiya und Usūl al-fiqh (Rechtsnormen und deren Prinzipien und Methodenlehre), ʿAqīda (Glaubenslehre), Ulum al-Hadīth (Hadithkunde). In diesem Sinne wird der Begriff auch in dem von ihm in Hessen 2001 mitbegründeten Verein „Islamologisches Institut“ benutzt.

## Die sogenannte Kamel-Fatwa
In den Medien wird Zaidan wegen einer Fatwa – eines islamischen Rechtsgutachtens – aus dem Jahre 1998 kritisiert, die er als Vorsitzender des Fiqh-Rates der IRH unterzeichnete. Die Fatwa wurde auf Anfrage mehrerer volljähriger Oberstufenschülerinnen zu einer geplanten zweiwöchigen Klassenfahrt nach Spanien erstellt:

„Eine mehrtägige Reise mit Übernachtung außerhalb der elterlichen Wohnung ist für muslimische Frauen ohne die Begleitung eines Mahram (dieser ist ein naher Verwandter, also der Ehemann, Vater, oder Bruder), nicht erlaubt und verstößt gegen islamische Regeln. Der Gesandte Muhammad sagte im Hadith: ‚Eine Frau darf nicht die Entfernung einer Tages- und Nachtreise ohne Mahram zurücklegen.‘ Diese Entfernung schätzen die islamischen Gelehrten heutzutage auf ca. 81 km. Gemäß der im Grundgesetz und in der Verfassung des Landes Hessen verankerten Religionsfreiheit ist es deshalb angebracht, muslimische Schülerinnen von der Teilnahme an derartigen schulischen Veranstaltungen freizustellen.
         Frankfurt/Main, den 7. Januar 1998, gez. Amir Zaidan“

Die Fatwa wurde von der IRH damals dem zuständigen Schulamt vorgelegt, jedoch nicht veröffentlicht. Es wurden von der IRH auch keine weiteren Fatwas in diesem Sinne erstellt.
Der Name „Kamel-Fatwa“ wurde durch die Annahme geprägt, dass die Wegstrecke von 81 km gleich der Strecke sei, die ein Kamel an einem Tag zurücklegt.
Im Juli 2000, kurz bevor das Kultusministerium über den Antrag der IRH auf islamischen Religionsunterricht entschied, erschien in der taz ein Artikel über die Fatwa, die unter muslimischen Eltern kursierte.
Aus dem Text der Fatwa geht nicht hervor, ob sie allgemein gültig ist oder nur für einen konkreten Anlass erstellt wurde.
Schon zuvor als IAK-Vorsitzender hatte Zaidan von der hessischen Landesregierung einen „verbindlichen Erlaß an alle Lehrer zur Befreiung muslimischer Schülerinnen und Schüler von schuleigenen Freizeitaktivitäten wie Klassenfahrten, Schullandheimaufenthalte, Fastnachtsfeiern“ gefordert. Gegenüber dem Stadtmagazin Falter gab Zaidan 2007 an, dass die Fatwa nur für diesen konkreten Fall erstellt worden sei. Er würde die Fatwa heute unter denselben Umständen wieder unterschreiben.

## Vorwürfe islamistischer Verbindungen und Positionen
In Deutschland wurde Zaidan in seiner Funktion als Vorsitzender des Islamischen Arbeitskreises Hessen (IAK) und als Vorsitzender der Islamischen Religionsgemeinschaft Hessen (IRH) teils heftig kritisiert. Laut Hessischem Verfassungsschutz waren im von Zaidan herausgegebenen Freitagsblatt „immer wieder Anhaltspunkte für extremistische Bestrebungen zu finden“.
Die Islamexpertin Ursula Spuler-Stegemann und das Mitglied der Muslimischen Akademie und der Friedrich-Ebert-Stiftung Dr. Johannes Kandel haben Zaidan als „syrischen Muslimbruder“ eingeschätzt und der hessische Verfassungsschutz hat ihm Verbindungen zur Muslimbruderschaft zugeschrieben.
2004 klagte Zaidan auf Löschung seiner Daten beim Hessischen Verfassungsschutz und damit auf Beendigung der Beobachtung.
Dagegen wurden ihm seine Aussagen im erfolglosen Asylverfahren 1989–2002 vorgehalten, in welchem er Kontakte zur Muslimbruderschaft selbst betont hatte: „Ich bin offiziell kein Mitglied, aber ich vertrete das Gedankengut der Moslembruderschaft. […] Ich bin kein Moslembruder, aber ich habe viele enge Kontakte zu Moslembrüdern sowohl in Deutschland als auch in anderen Ländern und zwar insbesondere Kontakte zu führenden Leuten der Moslembruderschaft.“
Als weitere tatsächliche Anhaltspunkte wurden angeblich gefälschte Eintragungen als M.S.V.-Funktionär im Vereinsregister und auch die in seinen Schriften erkennbaren ideologischen Konzepte angeführt. Das Verwaltungsgericht lehnte Zaidans Klage 2005 rechtskräftig ab.
Ähnliche Vorwürfe wurden in Österreich ab September 2006 im Magazin Falter und im Wiener Landtag geäußert und im ORF 2 gegenüber Präsident Schakfeh angesprochen.
Im September 2007 bezeichnete Jörg Haider Zaidan als „radikalen Islamisten“ und forderte seine Abberufung als Direktor des IRPI. Dafür zuständig wäre der IGGiÖ-Präsident Anas Schakfeh, der Zaidan im Mai 2006 als „anerkannten Wissenschaftler, ein gemäßigter Muslim“ einschätzte. Zaidan bestreitet eine Mitgliedschaft in der Muslimbruderschaft und hat eine Klage gegen Haiders Äußerung angekündigt.
Vor Gericht verlor Zaidan in erster Instanz ein Gerichtsverfahren im Juli 2022 um üble Nachrede gegenüber Personen, die er beschuldigte, den Muslimbrüdern anzugehören. Die Aussagen Zaidans standen im Zusammenhang mit Operation Luxor genannten Razzien der österreichischen Polizei gegen mutmaßliche Anhänger der Muslimbrüder. Dabei trat der Religionspädagoge Mouhanad Khorchide als Entlastungszeuge von Zaidan auf, wobei der Richter Khorchide nicht glaubte.

## Publikationen

### Fachbücher
- Al-’aqiidah: Einführung in die Iimaan-Inhalte. 2011, ISBN 978-3-902741-06-6
- Fiqhul-’ibaadaat: Einführung in die Modalitäten der rituellen Handlungen. 2009, ISBN 978-3-902741-01-1
- Fiqhul-ahwaalischach-siyyah: Gebote der Bekleidung, Ernährung und Personenstandsang., 2010, ISBN 978-3-902741-02-8
- Fiqhul-mu’aamalaat: Gebote des islamischen Finanz- und Vertragswesens, 2010, ISBN 978-3-902741-04-2
- Usuulul-fiqhi wa qawaa’iduh: Einführung in Belegquellen und Hermeneutik sowie in die Fiqh-Regeln. 2011, ISBN 978-3-902741-08-0
- ’Uluumul-quraan: Einführung in die Quraan-Wissenschaft. 2011, ISBN 978-3-902741-05-9
- ’Uluumul-hadiith: Einführung in die Hadiith-Wissenschaft. 2010, ISBN 978-3-902741-03-5
- At-taariichul-islaamiy: Einführung in die islamische Geschichte. 2012, ISBN 978-3-902741-07-3
- At-Tafsiir: Der Quraan-Text und seine Transkription und Übersetzung. Die Islamische Enzyklopädie Band 1. Islamologisches Institut, 2009, ISBN 978-3-902741-00-4.
- At-tafsir – Eine philologisch, islamologisch fundierte Erläuterung des Quran-Textes. Offenbach 2000, ISBN 3-934659-01-2.  PDF
- Fiqh-ul-`ibadat – Einführung in die islamischen gottesdienstlichen Handlungen. Muslim Studenten Vereinigung in Deutschland e. V., Marburg 1996, ISBN 3-932399-02-1
- Al-Aqida 1. Auflage, kartoniert, Muslim Studenten Vereinigung in Deutschland e. V. Frankfurt, 1997, ISBN 3-932399-16-1, Al-´aqida – Einführung in die Iman-Inhalte. 2. neubearbeitete und erweiterte Auflage, gebunden, ADIB, Offenbach 1999, ISBN 3-934659-00-4. Auszug zu den sechs Iman-Inhalten
- Die Fiqh-Schulen / Al-mazahibul-fiq-hiya. IRH 1999
- Darstellung der Grundlagen des Islam. IRH-Schriftenreihe Nr. 1, Frankfurt/M. 1999, ISBN 3-933793-00-9
- Islam und Medizin – Muslime in der Klinik. IRH-Schriftenreihe Nr. 2, Frankfurt/M. 1999, ISBN 3-933793-01-7
- Islamischer Religionsunterricht – Verfassungsrechtliche und integrative Aspekte. IRH-Schriftenreihe Nr. 3, Frankfurt/M. 2001, ISBN 3-933793-02-5
- Islam und Säkularismus. IRH-Schriftenreihe Nr. 4, Frankfurt/M. 2002
- Menschenbild im Islam. IRH-Schriftenreihe Nr. 5, Frankfurt/M. 2002
- Muezzin-Ruf. ICA-Hessen, Stellungnahme zur Problematik des Muezzin-Rufes in Hessen, Frankfurt/M. 2002
- Die Charta von Medina, Übersetzung und zeitgemäße Erläuterung (Memento vom 28. September 2007 im Internet Archive) der Verfassung von Medina, Frankfurt/M. 1998

### Artikel und Aufsätze in Fachzeitschriften und -büchern
- Glaube und Spiritualität im Islam, Muslimische Jugendliche auf der Suche nach religiöser Identität; Muslimische Jugendliche in Frankfurt am Main (1996)
- Religionen der Welt. AMKA, Band 47, Frankfurt/M. 1996, ISBN 3-931297-05-5
- Das Kopftuch und der neue Rassismus, Texte des Interkulturellen Rates in Deutschland, 1997[30]
- Islamischer Religionsunterricht an staatlichen Schulen in Deutschland, Beauftragte der Bundesregierung für Ausländerfragen, Schriftenreihe Nr. 8, Berlin 2000
- Fremdsein im Dorf – Europäische Erfahrungen und Arbeit auf dem Lande. Interkultureller Rat in Deutschland, 2002.
- Noah-Allianz unter dem Regenbogen?, Evangelische Zentralstelle für Weltanschauungsfragen, Juden, Christen und Muslime im Gespräch, EZW-Texte 163 (Hrsg. Ulrich Dehn, 2002)
- Quran-Exegese, Evangelische Akademie Bad Boll, 2003
- Bildung und Religion, Schriften zum Bildungsrecht und zur Bildungspolitik 10, Verlag Österreich, Wien 2006, ISBN 3-7046-3592-8
- Heilung und Wunder, Theologische, historische und medizinische Zugänge; Wissenschaftliche Buchgesellschaft, Darmstadt 2007, ISBN 3-534-20074-8

### Radio- und Fernsehsendungen
- Gedanken für den Tag: Amir Zaidan zum Ramadan, ORF-Sendungen vom Oktober 2003 und Oktober 2005[31]
- Religionen der Welt – Zum Geburtstag des Propheten: ORF-Sendung mit Amir Zaidan, vom 8. April 2006[32]